# Adam Korczyński
Adam Korczyński (koniec XVII wieku – początek XVIII wieku) – polski poeta, wierszopisarz.

## Życiorys
Pochodził prawdopodobnie z Korczyna w pobliżu Sambora, w ziemi przemyskiej, ze szlachty zaściankowej. Znał Sambor, możliwe że przebywał tam przez dłuższy czas. Posiadał pewne rozeznanie w procedurze sądowej. Prawdopodobnie przebywał i studiował we Włoszech. Znał język ruski i łacinę.

## Twórczość
Autor rękopiśmiennego zbioru wierszy z roku 1698 i romansu na wzór Hieronima Morsztyna, którego (zdaniem Brücknera) przewyższa. Jest autorem poematu Złocista przyjaźnią zdrada, wydanego w roku 1949, awanturniczego romansu (przeplatanego fraszkami), błyskotliwego, śmiałego erotycznie, drwiącego z norm moralnych, bliskiego rokoku.

### Ważniejsze utwory
- Wizerunek złocistej przyjaźnią zdrady, powst. koniec XVII w., wyd. krytyczne R. Pollak przy współudziale S. Saskiego pt. "Złocista przyjaźnią zdrada", Kraków 1949, BPP nr 89; rękopis Biblioteki Narodowej, sygn. Pol. Q. XIV, 17, spłonął w 1944; odpis w posiadaniu Romana Pollaka
- Fraszki (159 fraszek, zamieszczone po każdej części/stronie "Złocistej przyjaźnią zdrady"), wyd. A. Brückner "Język Wacława Potockiego", Rozprawy AU Wydział Filologiczny, t. 31 (1900) i odb., s. 334 (70), 382 (118), (12 fraszek); wyd. krytyczne R. Pollak, Wrocław 1950, Biblioteka Narodowa, seria I, nr 134, (140 fraszek); wyd. R. Pollak "Notatki na marginesie utworów A. Korczyńskiego", Pamiętniki Literackie, rocznik 43 (1952) i odb. (10 fraszek); rękopis Biblioteki Narodowej, sygn. Pol. Q. XIV, 17, zniszczony w 1944; odpis w posiadaniu R. Pollaka

### Utwór o autorstwie niepewnym
- Pochwała piersi (poemat z wplecioną grupą fraszek), powst. po 1696, cz. 1 (z pewnymi zmianami) ogł. Zabawy Przyjemne i Pożyteczne 1777, t. 15, cz. 1, s. 204-208; wyd. krytyczne (jako przypuszczalne dzieło A. Korczyńskiego) C. Hernas "Wśród rękopisów saskich początków", Pamiętniki Literackie, rocznik 44 (1953), zeszyt nr 3/4, s. 248; rękopis: Ossolineum, sygn. 1053/II